# Stalež
Stalež je društveni sloj temeljeni na časti i ugledu uglavnom zatvoreni za pripadnike nižih slojeva. U kontekstu srednjovjekovne i ranonovjekovne feudalne Europe uglavnom se govori o tri različita staleža: plemstvo, svećenstvo te građanstvo sa seljaštvo. Za tradicionalno japansko društvo staleški sustav je također karakterističan, razdijeljen na više različitih staleža: carska obitelj s plemstvom, obrtnici i trgovci, građani i seljaštvo.
Ipak staleški sustav, kao i feudalizam ne treba gledati kao nešto što je bilo ujednačno kroz čitavo vrijeme i prostor svoga djelovanja. Klasični trodijelni staleški sustav je karakterističan za zapadnu Europu počevši od visokog srednjega vijeka no do potpunog izražaja u zakonodavnom i praktičnom smislu tek s ranim novim vijekom, tj. 16. i 17. stoljećem. U Francuskoj je on poznat pod nazivom stari poredak te je ukinut Francuskom revolucijom. U Ujedinjenom Kraljevstvu, kroz kuće parlamenta trostaležni sustav još uvijek opstoji. Neke druge države, poput carske Rusije poznavale su kompleksnije staleške sustave koji su imali više potkategorija. 
U kontekstu povijesti Hrvatske razlikovala su se četiri staleža: prelati, velikaši-magnati, plemeći i slobodni gradovi. Oni su imali pravo sudjelovanja na saborima u svrhu rješavanja državnih poslova i donošenja zakona.